# Morro da Igreja
Le Morro da Igreja (« Mont de l'Église », en français) est situé au sud-est de l'État brésilien de Santa Catarina, dans la chaîne de la Serra Geral, sur le territoire du la municipalité d'Urubici. Son altitude est de 1 822 mètres.
La température moyenne annuelle y est à peine de 12 °C. Il s'agit du lieu habité le plus haut du sud du Brésil. La température la plus basse jamais enregistrée au Brésil y fut relevée le 29 juin 1996, avec −17,8 °C (registre non officiel), pour une sensation thermique de −46 °C.
À son sommet, on trouve les antennes de contrôle du trafic aérien du sud du Brésil.

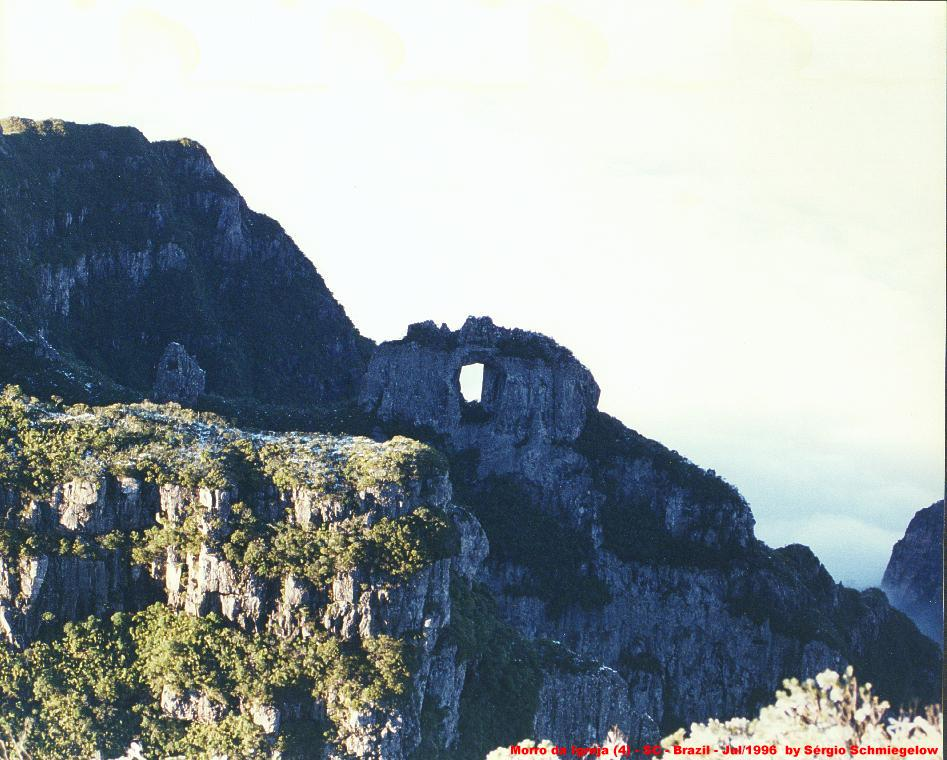
Pedra Furada (« pierre trouée », en français), photographiée depuis le Morro da Igreja.

Non loin, on trouve la pedra Furada (« pierre trouée », en français), formation naturelle qui est l'une des attractions naturelles du « parc naturel de la pierre trouée, » où se situe le Morro da Igreja.
Le Morro da Igreja est considéré comme le point le plus froid du Brésil. Il est assez visité, surtout en hiver, quand les températures sont négatives et que la neige tombe.